# Scyliorhinus capensis
Scyliorhinus capensis är en hajart som först beskrevs av Müller och Henle 1838.  Scyliorhinus capensis ingår i släktet Scyliorhinus och familjen rödhajar. IUCN kategoriserar arten globalt som nära hotad. Inga underarter finns listade i Catalogue of Life.